# Isole del Mar dei Coralli
Le isole del Mar dei Coralli (in inglese Coral Sea Islands), a nord-est dell'Australia, costituiscono un territorio esterno dal 1969; precedentemente erano parte integrante del Queensland. Comprende un raggruppamento di piccole isole tropicali del mar dei Coralli, attorno ai 18° S e 152° E, disperse su un'area di circa 780 000 chilometri quadrati. Willis Island è l'unica abitata. In totale sommano oltre 3000 chilometri di linea costiera ma meno di tre chilometri quadrati di terreno, non hanno porti o approdi, ma solo ancoraggi al largo. Sono un'importante zona di nidificazione per uccelli e tartarughe.
Il territorio è amministrato da Canberra tramite il Ministero delle infrastrutture, che ha il controllo sulle attività dei visitatori. La difesa è responsabilità dell'Australia e il territorio è visitato regolarmente dalla Marina Reale Australiana. L'Australia mantiene delle stazioni meteorologiche automatiche su molte delle isole e dichiara una zona di pesca esclusiva di 200 miglia nautiche. Non esiste una popolazione permanente, ma solo tre o quattro persone incaricate per il funzionamento delle stazioni meteorologiche e nessuna attività economica.